# Luca de Meo
Pour les articles homonymes, voir Méo.
Luca de Meo est un directeur général italien né le 13 juin 1967 à Milan. Dirigeant exerçant dans plusieurs entreprises du secteur de l'automobile, dont le groupe Renault, il est choisi en 2025 par le groupe Kering pour en assurer la fonction de directeur général, reprenant une partie des fonctions de François-Henri Pinault, jusque-là PDG du groupe.

## Biographie
Luca de Meo est né à Milan (Italie) en 1967, de parents originaires de la région des Pouilles,. À l'âge de 7 ans, il se découvre une passion pour l'automobile, fasciné par le pilote italien Arnaldo Cavallari après être monté à bord d'un coupé Lancia Fulvia HF avec lui. Il est diplômé en administration des affaires de l'université Bocconi de Milan. Sa thèse, qui examinait l'éthique commerciale, fut l'une des premières dissertations sur ce thème en Italie. Il parle cinq langues (italien, anglais, français, allemand et espagnol). Il a vécu dans douze pays.

### Carrière dans l'industrie automobile
Il commence sa carrière chez Renault, de 1992 à 1998, en Italie puis en France, avant de rejoindre Toyota Europe.

#### 2002 - 2009: groupe Fiat
En 2002, il rejoint le groupe Fiat, où il exerce la fonction de directeur des marques Fiat et Alfa Romeo, de directeur général d'Abarth et de vice-président commercial de Lancia. En 2007, le directeur du groupe Fiat, Sergio Marchionne, le place à la tête d'Alfa Romeo. En tant que directeur marketing du groupe Fiat de 2007 à 2009, il met en place la stratégie de lancement de la Fiat 500, de la Fiat Grande Punto ainsi que de la marque Abarth.
Concernant Abarth, il relance la marque de toutes pièces, avec une stratégie de distribution qui lui est entièrement dédiée.
La Fiat 500 est un succès commercial. En 2022, cette génération de 2007 comptabilise plus de 3 millions de véhicules écoulés. Cette voiture a été créée sur la base de recueillement de souhaits de configurations sur un site internet lancé à l'occasion.

#### 2009 - 2020: groupe Volkswagen
De Meo rejoint le groupe Volkswagen en 2009 en tant que directeur marketing de la marque Volkswagen et du groupe Volkswagen, avant d'occuper le poste de membre du conseil d'administration chargé des ventes et du marketing chez Audi, en 2012.
En 2015, il accède au poste de président du comité exécutif de Seat et de président du conseil d'administration du groupe Volkswagen en Espagne,. Pendant ces cinq années chez Seat, il redresse les finances de la marque. En 2018, il lance la marque Cupra dont le premier modèle, le Cupra Formentor, permet à Seat de renouer avec les profits. En 2019, Seat enregistre son record historique de ventes avec plus de 570 000 voitures vendues.

#### 2020 - 2025: groupe Renault
Le 28 janvier 2020, il est nommé directeur général de Renault Group (Jean-Dominique Senard  restant le président du groupe) et prend ses fonctions à partir du 1er juillet 2020 . À son arrivée, Renault accuse une perte historique de 8 milliards d'euros.
En janvier 2021, il dévoile le nouveau plan stratégique du groupe Renault, appelé « Renaulution », qui vise à restaurer la compétitivité de l'entreprise, avec notamment la montée en gamme des véhicules de marqueset à mettre en œuvre la transition électrique.
En janvier 2022, il annonce la construction du futur SUV électrique à l'usine Alpine de Dieppe.
En novembre 2022, il annonce une réorganisation du groupe en cinq divisions, incluant Ampère, une filiale dédiée a la voiture électrique.
Sur le segment sportif, Alpine, qui enregistre en 2022 une croissance de 33 %, doit selon lui devenir une marque phare dans la F1 mais aussi au Dakar et en WRC, ainsi que dans des compétitions « tout électrique ».
En mai 2024, il voit sa fonction prolongée « à l’unanimité » pour un deuxième mandat à la tête de Renault, les actionnaires ayant, dans la foulée, validé une hausse de sa rémunération pouvant atteindre 5,5 millions d’euros par an. Néanmoins lors du vote, plus d’un quart des participants s’y était opposés.
Après cinq années passées au sein du groupe, Luca de Meo annonce quitter la direction de Renault, conservant ses fonctions jusqu'au 15 juillet 2025. « Il s'en va avec le sentiment du devoir accompli, et souhaite relever de nouveaux défis », « selon une source proche de la direction », indique le journal Les Échos, à la suite d'un communiqué publié par le groupe Renault. Sous sa présidence le cours de l’action a quasiment doublé (+90,40 %) soit plus que le CAC40 durant la même période (+56 %).
Luca De Meo est pressenti pour prendre la direction générale du Groupe Kering,. Il est annoncé qu'il prendra ses fonctions le 15 septembre 2025.

## Autres fonctions
Il est président de l'ACEA (Association des constructeurs européens d'automobiles) depuis 2023, succédant à Oliver Zipse, président du groupe BMW. Lors de sa première conférence de presse, il appelle Bruxelles à défendre l'industrie automobile dans l'Union européenne en limitant la désindustrialisation et les délocalisations, notamment face à la concurrence américaine et chinoise,, au travers d'une politique industrielle automobile « ambitieuse » et « structurée »  de l'Union européenne.

## Publications
- (it) Luca De Meo, Da 0 a 500. Storie vissute, idee e consigli da uno dei manager più dinamici della nuova generazione [« De 0 à 500. Histoires vécues, idées et conseils de l'un des managers les plus dynamiques de la nouvelle génération »], Marsilio, 2010 (ISBN 9788831707329)

## Prix et distinctions
- En 2022, il est élu Homme de l'Année du Journal de l'Automobile[44],[45].
- En 2022, il est nommé Cavaliere del Lavoro par décret présidentiel en Italie[46].
- Chevalier de la Légion d'honneur (en France, décret du 29 décembre 2022 )[47].
- En mars 2021, le Roi d'Espagne Felipe VI lui décerne la Grand-Croix de l'Ordre d'Isabelle la Catholique[48],[49].
- En juillet 2015, il est nommé Commandeur de l'ordre du Mérite de la République italienne[50]
- 2019 : Médaille d'honneur de l'entrepreneur par le patronat catalan[51].
- 2017 : Alumnus Bocconi de l'année[6].
- En 2017, il est élu PDG de l'année par Automotive News Europe[52].